# Motovelocidade

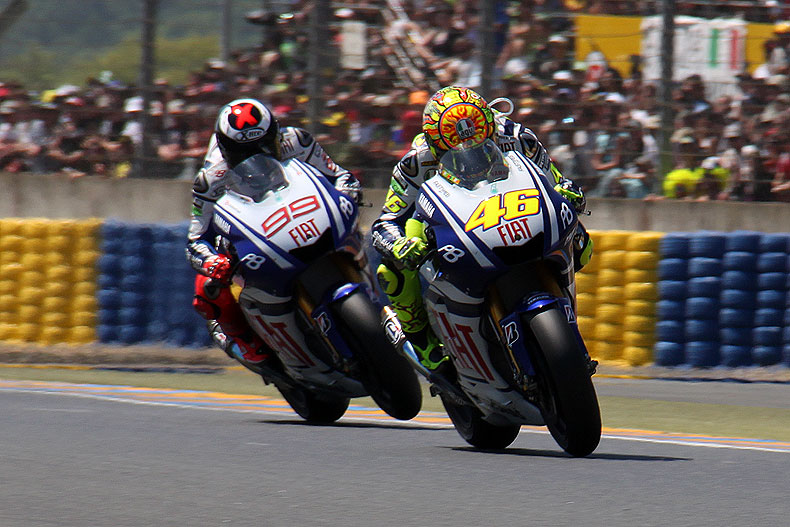
Prova da MotoGP.

Motovelocidade ou motoclismo de velocidade é um esporte motorizado praticado com motos do tipo protótipos como as do MotoGP, ou de produção modificadas como as da Superbike, sendo praticado em vias pavimentadas como autódromos e circuitos de rua.

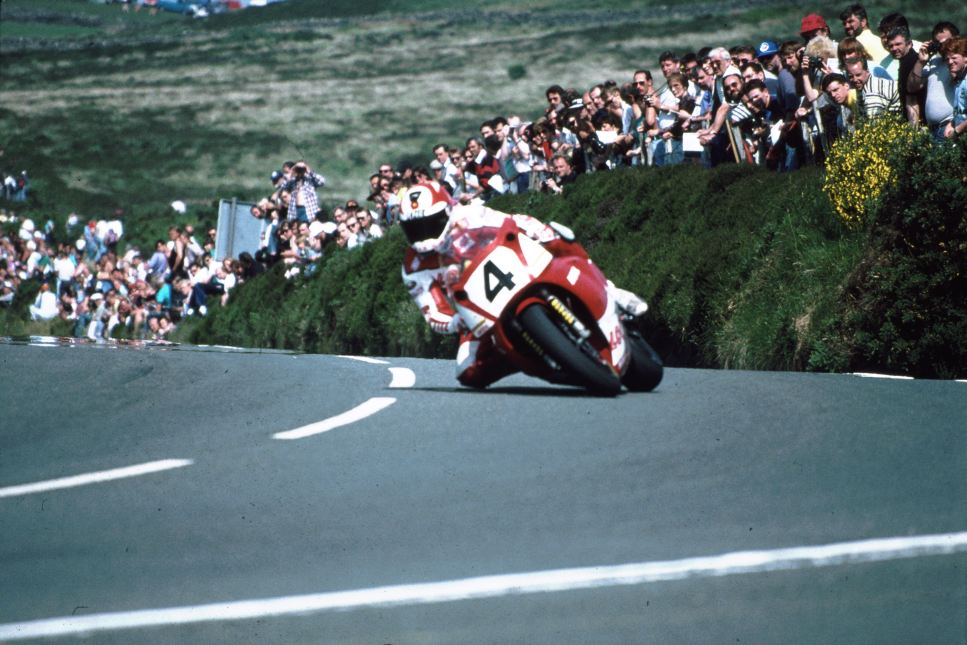
TT da Ilha de Man.

As motos de rua podem ou não possuir alterações em sua mecânica e visual o que acontece na maioria das vezes seja para adequações de segurança, técnicas ou de performance.
No Brasil existem diversos campeonatos como Campeonato Brasileiro de Motovelocidade, 500 Milhas de Interlagos sendo a das mais tradicionais, tendo sua primeira etapa ocorrido em 1970, onde os vencedores foram Paolo Tognocchi e Gualtiero Tognochi. Já nos anos seguintes alcançou sucesso internacional tendo inclusive como vencedores os japoneses Akiusu Motoash Hirowuki Kawasak e haiabuza.
O que conhecemos como MotoGP é uma categoria da motovelocidade onde competem as motos protótipos sendo este um campeonato mundial e estando o título MotoGP associado e dando nome a categoria 500cc que até 2001 era simplesmente chamada de 500cc quando houve uma mudança de marketing global passando o evento a ser chamado de MotoGP tanto que na época o evento no Brasil tinha o nome de Campeonato Mundial de motovelocidade como se pode notar em revistas da época.

## Principais Competições

### MotoGP
A MotoGP é a principal categoria de motos do tipo prótótipo no mundo, divide-se em 4 categorias, a principal MotoGP e as categorias de suporte Moto2, Moto3 e a MotoE para motos elétricas.

### Superbike
A principal competição da categoria de motos de produção modificadas é o Campeonato Mundial de Superbike, existem também diversos campeonatos regionais e nacionais pelo mundo.